# Ridderstråle
Ridderstråle är en svensk adelsätt.
Släkten uppges härstamma från Småland. Äldste belagde stamfader är borgaren Jöns Svensson, trädgårdsmästaren vid Hässelby i Spånga socken i Stockholms län. Hans son Swante Hesselberg, regementskvartermästaren vid Livregementet till fot sedermera kaptenen och lagmannen i Östergötland och Vadstena län. Han adlades den 27 november 1713 i Demotika i dåvarande Turkiet av Karl XII med namnet Ridderstråle. Han introducerades först den 15 februari 1718  men det var inte förrän den 27 november 1719 han konfirmerades under nuvarande nummer 1480.

## Vapensköld
Sköldmärket är fastställd som en sparre av silver mellan tre molletter (sporrklingor) av guld, vilken var en vanlig koppling till rytteri och därmed till namnets förled. Det är möjligt att sparren, i egenskap av någonting spetsigt, avsetts vara slutledet i det nya namnet (Pil) vilket var en ålderdomlig betydelse av ordet stråle fram till 1700-talet. Kring skölden löper en bård (bord) av guld och rött i 16 delar vilket också står i sköldebrevet. Hjälmprydnaden består av tre plymascher (strutsdunfjädrar) den mellersta blå och de bägge yttre av silver mellan två spärrfanor (lansfanor) den högra (dexter) av guld och den vänstra (sinister) i blå.

## Personer ur ätten Ridderstråle
- Sven Ridderstråle (1682-1754), hovrättsråd, lagman
- Erik Ridderstråle(brottsling)